# هوکوتو شیمودا
هوکوتو شیمودا (انگلیسی: Hokuto Shimoda؛ زادهٔ ۷ نوامبر ۱۹۹۱) بازیکن فوتبال اهل ژاپن است.